# Aoi Tsukasa
Aoi Tsukasa (葵 つかさ (Quỳ Phụ) 14 tháng 8 năm 1990 –) là một nữ diễn viên khiêu dâm và từng là thần tượng áo tắm người Nhật Bản. Cô thuộc về công ti S1.

## Sự nghiệp
- Năm 2008, cô ra mắt với tư cách là một idol ở tuổi 18. Cô cũng đã thắng cuộc trong một chuơng trình truyền hình[2][3].
- Tháng 10/2010, cô bắt đầu trong ngành phim khiêu dâm với phim "Cô gái tuyệt đối Aoi Tsukasa" (絶対少女 葵つかさ). Cô đã kí một hợp đồng lớn.
- Tháng 2/2011, hình ảnh cô được đăng bìa trên tạp chí Cyzo. Đây là lần đầu tiên một diễn viên khiêu dâm đang hoạt động được chọn đăng lên trang bìa.
- Tháng 2/2012, cô nhận giải FLASH ở Giải thưởng truyền hình phim khiêu dâm Sky PerfecTV!.
- Tháng 8/2012, bộ phim đầu tiên của cô "Nữ Tù Nhân Số 701: Sasori" (女囚701号 さそり外伝 第41雑居房) được phát hành.
- Tháng 12/2012, cô được chọn làm Ring girl cho Cuộc thi cử tạ Flyweight thế giới WBA (Trận Ioka Kazuto đấu với José Rodríguez).
- Tháng 8/2013, cô xếp thứ 5 trong số 10 Lovemate trong chuơng trình Tôi không thể ngủ tối nay ở phòng Nakai của FNS27 Hours TV.
- Tháng 5/2015, cô hoàn tất hợp đồng với Alice Japan và chuyển sang công ti S1.
- Tháng 9/2015, cô được chọn làm thành viên của Ebisu Muscats. Trong phần "Thứ 4 là gì?" của chương trình "Tổng tuyển cử tuyển chọn", cô đạt được giải nhất mà cô mong muốn.
- Tháng 5/2016, cô nhận giải "Người thuyết trình đặc biệt" của Giải thưởng dành cho phim người lớn DMM.
- Tháng 7/2018, cô tốt nghiệp nhóm Ebisu Muscats.
- Tháng 12 cùng năm, triển lãm "(NOT) RESTRICTED-18-18 Forbidden Release-Tsukasa Aoi ANIMATION ART" ((NOT) RESTRICTED-18　-18禁の解放-　葵つかさANIMATION ART展) với chủ đề là Aoi Tsukasa được tổ chức tại Harajuku # FR2 GALLERY 1.[4]
- 1/3/2019, cô được đề cử với hạng mục nữ diễn viên chính xuất sắc nhất trong Giải thưởng dành cho phim người lớn FANZA.[5]
- Tháng 5 năm 2020, cô dành được vị trí thứ 3 trong cuộc "bầu cử nữ diễn viên phim khiêu dâm gợi cảm năng động" do Tokuma Shoten khảo sát[6].Trong cuộc khảo sát, những người bỏ lá phiếu đầu tiên có độ tuổi 40 và 50 ở Osaka[6].
- Tháng 3 năm 2021, cô tham gia vào phim "※Không có kịch bản!!Gonzo!Bất cứ thứ gì!Bản chất dâm dục của Aoi Tsukasa SEX trần truồng!! Một thân hình siêu hiếm 200% Video quá thô và được quay trong chuyến du lịch suối nước nóng một mình với hai người", đồng thời nhận "Giải thưởng Erodemy năm 2021" của giải phim nổi tiếng được Playboy chọn lọc hàng tuần[7]. 4/2021, cô đứng thứ 4 trong cuộc "bầu cử nữ diễn viên khiêu dâm SEXY năng động năm 2021" của Asahi Geino[8]. Tháng 8/2021, cô xếp thứ 3 trong "Bảng xếp hạng nữ diễn viên gợi cảm FLASH 2021 do 300 độc giả bình chọn".[9]
- Tháng 3/2022, cô nhận giải thưởng Âm thanh của "Weekly Playboy" của Shūeisha cho video "ASMR ép buộc/ JOI / Video cảm giác mạnh, Aoi Tsukasa hỗ trợ Chinko quá mức" (【ASMR主観・JOI・ド迫力肉感映像】葵つかさお姉さんの過激ちんしこサポート)[10]. 5/2022, cô đứng thứ 3 trong "bầu cử nữ diễn viên phim khiêu dâm SEXY năng động" của Asahi Geino[11].
- Tháng 5/2023, cô xếp thứ 3 trong bảng "bầu cử nữ diễn viên phim khiêu dâm SEXY đang hoạt động 2023" của Asahi Geinō.[12]
- Ngày 19/6 cùng năm, phim của cô "Lễ tạ ơn người hâm mộ S1" (エスワンファン感謝祭) (bản đĩa Blu-ray) đã xếp thứ nhất trong bảng xếp hạng bán hàng qua bưu điện của FANZA hàng tuần.[13] Bản đĩa DVD của phim cũng đã xếp thứ 4.[13] Phim tiếp tục xếp thứ nhất (bản đĩa DVD là thứ 5) trong tuần ngày 26/6.[14] Phim cũng đã xếp thứ nhất trong bảng xếp hạng sàn video FANZA tuần ngày 17/7.[15]

## Đời tư
Biệt danh của cô trong Ebisu Muscats là "Chiến binh không gian".
Cô thích chơi đàn piano và saxophone.